# Jonas Enkerud
Jonas Enkerud (Norvégia, 1990. április 25. –) norvég labdarúgó, a HamKam csatárja.

## Pályafutása
Enkerud Norvégiában született. 
2010-ben mutatkozott be a Nybergsund másodosztályban szereplő felnőtt csapatában. 2014 és 2018 között a harmadosztályú Eidsvold Turnnél és az Elverumnál játszott. 2019. január 8-án, az OBOS-ligaenben érdekelt HamKam csapatához igazolt. Először a 2019. március 31-ei, Skeid elleni mérkőzés 69. percében Emil Sildnes cseréjeként lépett pályára. Első gólját 2019. augusztus 18-án, a KFUM ellen 4–4-es döntetlennel zárult találkozón szerezte. 2020. december 23-án meghosszabbította a szerződését a klubbal, amely így már 2022. december 31-ig szól. A 2021-es szezonban 33 mérkőzésen elért 17 góljával is hozzájárult a klub első osztályba való feljutásában. Az Eliteserienben 2022. április 2-án, a Lillestrøm ellen 2–2-es döntetlennel zárult mérkőzésen debütált és egyben megszerezte első gólját is.

## Statisztikák
2022. november 13. szerint
| Klub     | Szezon   | Osztály     | Bajnokság | Bajnokság | Kupa  | Kupa | Nemzetközi | Nemzetközi | Összesen | Összesen |
| Klub     | Szezon   | Osztály     | Meccs     | Gól       | Meccs | Gól  | Meccs      | Gól        | Meccs    | Gól      |
| -------- | -------- | ----------- | --------- | --------- | ----- | ---- | ---------- | ---------- | -------- | -------- |
| HamKam   | 2019     | OBOS-ligaen | 27        | 4         | 1     | 1    | —          | —          | 28       | 5        |
| HamKam   | 2020     | OBOS-ligaen | 23        | 7         | —     | —    | —          | —          | 23       | 7        |
| HamKam   | 2021     | OBOS-ligaen | 30        | 14        | 3     | 3    | —          | —          | 33       | 17       |
| HamKam   | 2022     | Eliteserien | 29        | 4         | 3     | 3    | —          | —          | 32       | 7        |
| Összesen | Összesen | Összesen    | 109       | 29        | 7     | 7    | 0          | 0          | 116      | 36       |

## Sikerei, díjai
HamKam
- OBOS-ligaen
  - Feljutó (1): 2021